# Ken Shadie
Ken Shadie, né le 8 décembre 1935 à Bondi en Australie et mort le 29 juin 2020, est un scénariste australien, nommé aux Oscars du cinéma.

## Filmographie

### Cinéma
Scénariste
- 1986 : Crocodile Dundee

### Télévision
Scénariste
- 1964 : The Mavis Bramston Show (en)
- 1973 : The Paul Hogan Show (en) (1 épisode)
- 1975 : Number 96 (1 épisode)

## Distinctions
Nominations
- Oscar du cinéma :
  - Oscar du meilleur scénario original 1987 (Crocodile Dundee)
- Saturn Award :
  - Saturn Award du meilleur scénario 1987 (Crocodile Dundee)
- British Academy Film Awards :
  - British Academy Film Award du meilleur scénario original 1987 (Crocodile Dundee)